# Hichuraya Chico
Hichuraya Chico ist eine Ortschaft im Departamento La Paz im südamerikanischen Andenstaat Bolivien.

## Lage im Nahraum
Hichuraya Chico liegt in der Provinz Aroma und ist zentraler Ort im Cantón Hichuraya Chico im Municipio Collana. Der Ort liegt auf einer Höhe von 3924 m südlich angrenzend an den Cerro Lamapucara (4003 m). Östlich von Hichuraya Chico erstreckt sich die weite Ebene des bolivianischen Hochlandes bis zur Serranía de Sicasica.

## Geographie
Hichuraya Chico liegt auf dem bolivianischen Altiplano zwischen den Anden-Gebirgsketten der Cordillera Occidental im Westen und der Cordillera Central im Osten. Das Klima der Region ist ein typisches Tageszeitenklima, bei dem die mittlere Schwankung der Temperaturen im Tagesverlauf deutlicher ausfällt als im Jahresverlauf.
Die mittlere Durchschnittstemperatur der Region liegt bei knapp 9 °C (siehe Klimadiagramm Viacha), die Monatswerte schwanken nur unwesentlich zwischen 6 °C im Juli und 10 °C im November. Der Jahresniederschlag beträgt rund 600 mm, die Monatsniederschläge liegen zwischen unter 10 mm in den Monaten Juni und Juli und über 100 mm im Januar und Februar.

## Verkehrsnetz
Hichuraya Chico liegt 54 Straßenkilometer südlich von La Paz, der Hauptstadt des Departamentos.
Von La Paz aus führt die asphaltierte Nationalstraße Ruta 2 in westlicher Richtung nach El Alto, von dort die Ruta 1 weitere 32 Kilometer nach Süden bis San Antonio de Senkata und weiter über Calamarca und Patacamaya nach Oruro.  In San Antonio zweigt eine unbefestigte Nebenstraße in südwestlicher Richtung ab, die nach neun Kilometern zu der Ortschaft Hichuraya Chico und weiter nach Uncallamaya führt.

## Bevölkerung
Die Einwohnerzahl der Ortschaft ist in den Jahren zwischen den beiden Volkszählungen 2001 und 2012 um ein Siebtel angestiegen:
| Jahr | Einwohner         | Quelle       |
| ---- | ----------------- | ------------ |
| 1992 | keine Detaildaten | Volkszählung |
| 2001 | 265               | Volkszählung |
| 2012 | 306               | Volkszählung |
| 2024 |                   | Volkszählung |

Die Region weist einen hohen Anteil an Aymara-Bevölkerung auf. Im Municipio Collana sprechen 86,5 Prozent der Bevölkerung Aymara.